# Liv
Liv fue un canal de  televisión por suscripción latinoamericano que inició transmisiones el 12 de abril de 2010 reemplazando al canal People+Arts.
Al lanzar el nuevo canal, Discovery quiso que sea un canal dedicado 100% a la mujer y a las historias que a este público interesan. Creado por Matthias Evans, quien fue su presidente hasta su desaparición y presidente de Discovery Channel.

## Historia
Liv comenzó trasmitiendo en su prime time series como Life Unexpected, Army Wives, Mercy y Parenthood entre otras. Como parte de su programación también estaban las series que habían sido transmitidas en el antiguo canal y nuevas adquisiciones. Entre ellas figuran Charmed, Dawson's Creek, Judging Amy, Extreme Makeover: The Home Edition, y So you Think you Can Dance. Con el correr del año se incluyeron series que le daban un especial atractivo al canal.
El canal era propiedad de Discovery Networks.
Al finalizar 2010, Liv necesitaba una serie fuerte en su grilla y se estrenó el nuevo éxito de la CBS: Hawaii Five-0, en su nueva versión y este era el primero de los cambios que comenzaban a alejar a Liv de su principal estilo. Al iniciar el 2011, Liv estrenó la serie Blue Bloods.
Luego se incluyeron las comedias, las cuales no tenían lugar dentro de la grilla de Liv hasta entonces. Se incluyeron las series Frasier, y Just Shoot Me!. Preparando el lugar para la nueva comedia de la CBS, Mad Love, que luego del estreno en Liv, se anunció que la CBS no renovaría las serie para una nueva temporada.
Durante el 2011 se incluyeron más realities de interés en Liv, tal es el caso de Hell's Ckitchen y Cake Boss. Se incluyeron nuevas series entre estas: Material Girl, Happy Town y Persons Unknown. En septiembre se estrenó la serie de la NBC, Love Bites, y se emitieron 3 episodios seguidos durante 3 sábados seguidos. Más tarde se preparó la temporada de estrenos y se estrenó la 2.ª de Hawaii Five-0 y las nuevas comedias Last Man Standing y How to be a Gentleman, de esta última solo se emitieron 3 episodios ya que fue repentinamente cancelada en Estados Unidos. y justo después del estreno de estas 2 comedias se lanzó un pequeño adelanto de la nueva comedia que remplazaría a How to be a Gentleman, la nueva sitcom Whitney. Comenzando el 2012, y ya en sus últimos meses Liv estrenó la nueva temporada del reality de baile So you think you can Dance, y atrasó los estrenos de febrero hasta marzo, incluidos los nuevos episodios de Hawaii Five-0 y Last Man Standing, a la espera del estreno de la 2.ª temporada de Blue Bloods y la llegada de la esperada Whitney.
Ya en marzo comenzaron a incluirse las series de la temática crimen e investigación en la grilla de Liv. Lo que lo llevó a la decisión por parte de dicha empresa de eliminar el canal y todos sus contenidos y reemplazarlo por el nuevo canal Investigation Discovery, el primer y único canal de entretenimiento enfocado en suspenso, crimen e investigación. Antes que Liv saliera del aire la última serie estrenada, Whitney, estuvo los últimos 2 martes emitiendo 3 episodios seguidos para poder finalizar la temporada antes que el canal saliera del aire.
El 9 de julio de 2012, Liv fue reemplazado por Investigation Discovery.

## Listado de programas transmitidos por Liv
- Parenthood

Esta es la historia de los Braverman, una familia numerosa, pintoresca e imperfecta. Sarah Braverman se muda a la casa de sus padres, Zeek y Camille, con sus dos hijos, Amber y Drew. Julia, hermana de Sarah y su polo opuesto, es una exitosa abogada corporativa que trata de combinar su carrera con la vida familiar, mientras su esposo atiende el hogar. Crosby, el hermano menor que detesta los compromisos, debe aceptar su responsabilidad de adulto cuando su ex, Jasmine, llega de forma inesperada. Adam, el mayor de los hermanos Braverman, y su esposa se enteran de que su hijo menor tiene síndrome de Asperger. Aunque cada uno de los hermanos deba enfrentar sus propias dificultades en la vida, quizá esta reunión sea el impulso que necesiten para ayudarse entre sí a resolver sus problemas y enfocarse en los desafíos diarios que encaran todas las familias.
- Life Unexpected

Lux decide que llegó la hora de tomar las riendas de su vida y convertirse en una menor emancipada. Su odisea por el sistema legal la lleva hasta sus padres biológicos: Nate “Baze” Bazile y Cate Cassidy, una famosa locutora de radio local, quienes compartieron una sola noche de pasión durante la escuela secundaria. Aunque no se han vuelto a ver en quince años, a Cate y Baze no les toma mucho tiempo caer en la misma clase de relación beligerante de su adolescencia. Sin embargo, cuando un tribunal decide que Lux no está preparada para emanciparse, y les otorga la patria potestad compartida a Baze y Cate, estos deciden tratar de olvidar sus diferencias e intentar darle a Lux la familia que se merece.
- Mercy

Veronica Callahan es una inteligente enfermera que acaba de regresar al Hospital Mercy después de servir con el ejército en Irak. A ella no le importa romper las reglas a la hora de salvar a sus pacientes, pero su franqueza podría hacerla perder su empleo. Verónica está en el proceso de salvar lo que queda de su matrimonio con Mike, su novio de la secundaria; y la llegada de un nuevo médico al hospital, el doctor Chris Sands, la encuentra desprevenida. Mientras tanto, Sonia, su mejor amiga y colega, piensa que finalmente encontró a un hombre que está a la altura de sus exigentes expectativas, y Chloe, la enfermera novata, aprende duramente lo que significa ser enfermera.
- Army Wives

Este programa cuenta la historia de cuatro mujeres y un hombre unidos por un lazo: sus parejas sirven en las Fuerzas Armadas. El programa se basa en la historia del libro de Tanya Biank, "Under the Sabers: The Unwritten Code of Army Wives". Pamela Moran solía ser miembro del departamento de policía de Boston, pero actualmente es ama de casa y deja que su esposo se encargue de mantener a la familia mientras ella gana algo de dinero como madre sustituta. Denise Sherwood intenta mantener la imagen de esposa de militar y madre perfecta, aun cuando eso implique esconder los magullones ocasionales. Claudia Joy Holden es a quien los demás se dirigen en busca de liderazgo y orientación. Ella respalda a su marido en su carrera y espera que los secretos de su pasado no salgan a la luz. Roxy LeBlanc acaba de casarse con el soldado Trevor LeBlanc, a quien conoció solo cuatro días antes. Es nueva en la vida militar y no sabe si podrá adaptarse. Roland Burton es un psiquiatra casado con Joan Burton, quien está en servicio en Afganistán desde hace dos años. Ambos necesitan reencontrarse como familia.
- Judging Amy

Una madre, ex abogada de la ciudad de Nueva York y recientemente divorciada, regresa al hogar de su infancia para convertirse en jueza de un tribunal de familia. La jueza Amy Gray y su hija se mudan a la casa de Maxine, la testaruda madre de Amy, y allí ésta trata de restablecer las relaciones personales que dejó atrás cuando se mudó a la gran ciudad. Amy cuenta con su sólida noción de la justicia y el apoyo de su familia para enfrentar los difíciles y a menudo emotivos casos de patria potestad, cuidado tutelar, ultraje de menores y drogadicción juvenil. Judging Amy, basada en la historia verídica de la madre de Amy Brenneman, la protagonista de la serie, trata de tres generaciones de mujeres que conviven en un mismo hogar y enfrentan los dilemas personales y profesionales que les presenta la cambiante y desafiante vida.
- Material Girl

En esta comedia romántica de seis episodios, una joven diseñadora de modas lucha contra una exjefa malvada, una socia de negocios sexy y diabólica, y arrogantes empresarias de la moda en su lucha por lograr su gran oportunidad en el trabajo y en el amor. Ambientada en el creativo y bullicioso Brick Lane de Londres, Leonora Crichlow (Being Human y Sugar Rush) interpreta a Ali Redcliffe, que se dispone a hacerse de un nombre como diseñadora sobre la base de trabajo y talento. Pero la intrigante Davina Bailey, protagonizada por Dervla Kirwan (Doctor Who), es la diseñadora del momento, la mujer con la que toda estrella exitosa quiere vestirse, y no está dispuesta a ceder su corona como reina de la moda. El as en la manga de Ali podría ser Marco, protagonizado por Michael Landes (Love Soup), un empresario brillante y hábil que quiere convertirla en estrella. Extremadamente talentosa como profesional, Ali es impetuosa, vivaz y neurótica. Su vida personal es muy desordenada. Sin embargo, esta muchacha soltera de poco más de veinte años es leal a su grupo de amigos: Alex, Mimi y Lydia. Los altibajos de sus amistades, la solidaridad, la extraordinaria química y sus destinos entrelazados conforman la trama de esta serie.
- The 4400

Cuando 4400 secuestrados por alienígenas regresan a la Tierra tan misteriosamente como se fueron, el Departamento de Seguridad Interna exige respuestas. Pero aún más apremiantes que las preocupaciones del gobierno son las experiencias de las víctimas para volver a adaptarse a la Tierra. A su regreso, estos ex desaparecidos pierden conciencia de lo que les pasó. A pesar de no recordar dónde estuvieron, sienten el peso de saber que lo sucedido los hizo cambiar. Confundidas por su amnesia parcial, las víctimas comienzan a sufrir cambios misteriosos y a tener poderes que no siempre pueden controlar. Los 4400, una innovadora serie de ciencia ficción, regresa por una segunda temporada.
- Brotherhood

Esta serie trata de la vida de dos hermanos en el vecindario irlandés de Providence, Rhode Island, conocido como ¨The Hill¨. En este lugar de clase trabajadora se aplica la justicia de la calle y se hacen negocios turbios. Tommy Caffee (Jason Clarke) es un hombre de familia y un político local que quiere proteger a la comunidad y sus intereses. Su mundo se transforma cuando su hermano mafioso, Mike (Jason Isaacs), regresa al vecindario a tomar el control del hampa.
- Extreme Makeover: Home Edition

En cada emisión, la vida de una nueva familia se transforma súbitamente cuando resulta elegida para que su casa reciba una remodelación total. Un equipo formado por decoradores, varios carpinteros y decenas de trabajadores tienen siete días para realizar un proyecto que normalmente tomaría cuatro meses. El resultado será siempre una sorpresa.
- Charmed

Narra el cambio en la vida de las tres hermanas Halliwell —Prue, Piper y Phoebe— que, tras la muerte de su abuela Penny, descubren El Libro de las Sombras y se convierten en poderosas brujas cuyo gran propósito es combatir el mal y proteger a los inocentes. Después de que el demonio Shax matara a Prue, conocen a Paige Matthews, su media hermana.
- Project Runway
- Los Tudor
- Hawaii Five-0
- Whitney
- Last Man Standing
- Mad Love
- How to Be a Gentleman
- Dawson's Creek
- So you think you can dance
- Hell's Kitchen
- Cake Boss
- Blue Bloods
- Frasier
- Just Shoot Me
- Happy Town
- Love Bites
- It only hurts when I Laugh
- Persons Unknown
- Still Standing
- Prison Break
- NYC Prep
- Superstars
- Rumbo al éxito
- Dexter
- Coach
- Descabellados
- Amor Asesino
- Voces Enterradas
- Interrogatorios
- FBI: en el siglo XXI